# Iizuna
Iizuna (jap. 飯綱町 Iizuna-machi) – miasto w Japonii, w północnej części prefektury Nagano, w środkowej części wyspy Honsiu (Honshū). 
Jest to śnieżny i zimny region, którego klimat jest kształtowany pod wpływem Morza Japońskiego i położenia śródlądowego. Powoduje to duże różnice temperatur: maksymalną ok. 35 °C stopni latem i minimalną -10 °C zimą.
Znajduje się tu tor bobslejowo-saneczkowy o nazwie The Spiral (Nagano City Bobsledding/Luge Park). W 1998 r. odbyły się na nim zawody w saneczkarstwie i bobslejach w ramach Zimowych Igrzysk Olimpijskich w Nagano, a w pobliskim ośrodku narciarskim Iizuna Kōgen rozegrano zawody w narciarstwie dowolnym.
W 1997 r., odbyły się tu 6. Mistrzostwa Świata w Narciarstwie Dowolnym.
Miasto zostało utworzone w 2005 roku z połączenia wiosek Mure i Mimizu. 

## Galeria

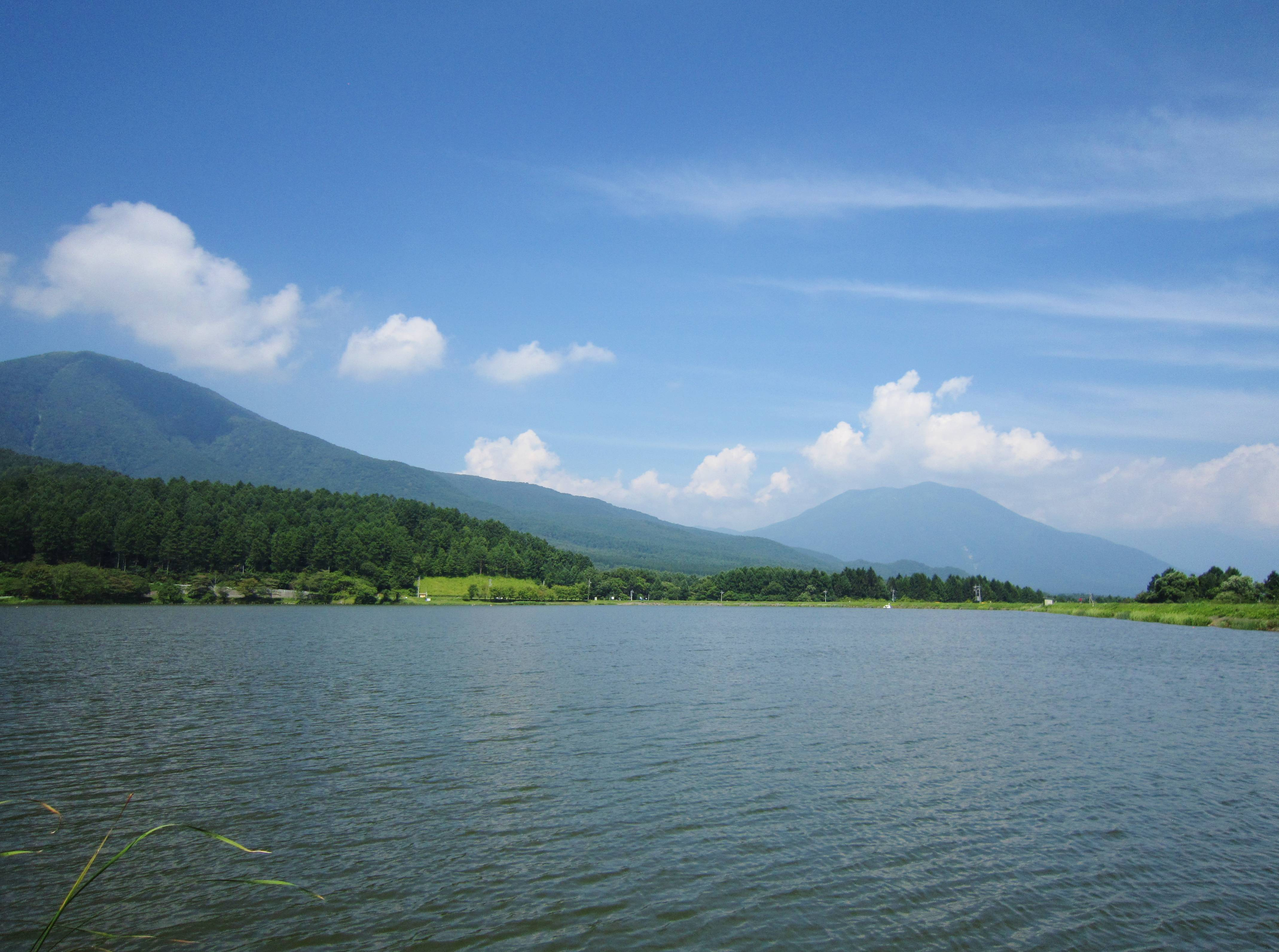
Jezioro Reisenji, góry: Iizuna (1917 m, po lewej), Kurohime (2053 m, w głębi)
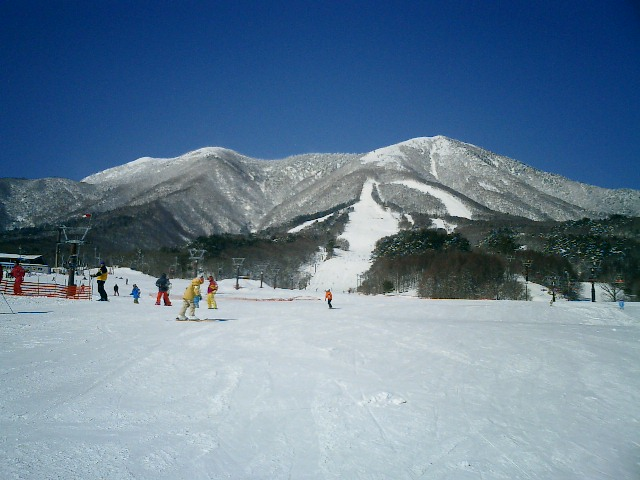
Góra Iizuna od wschodu, teren narciarski
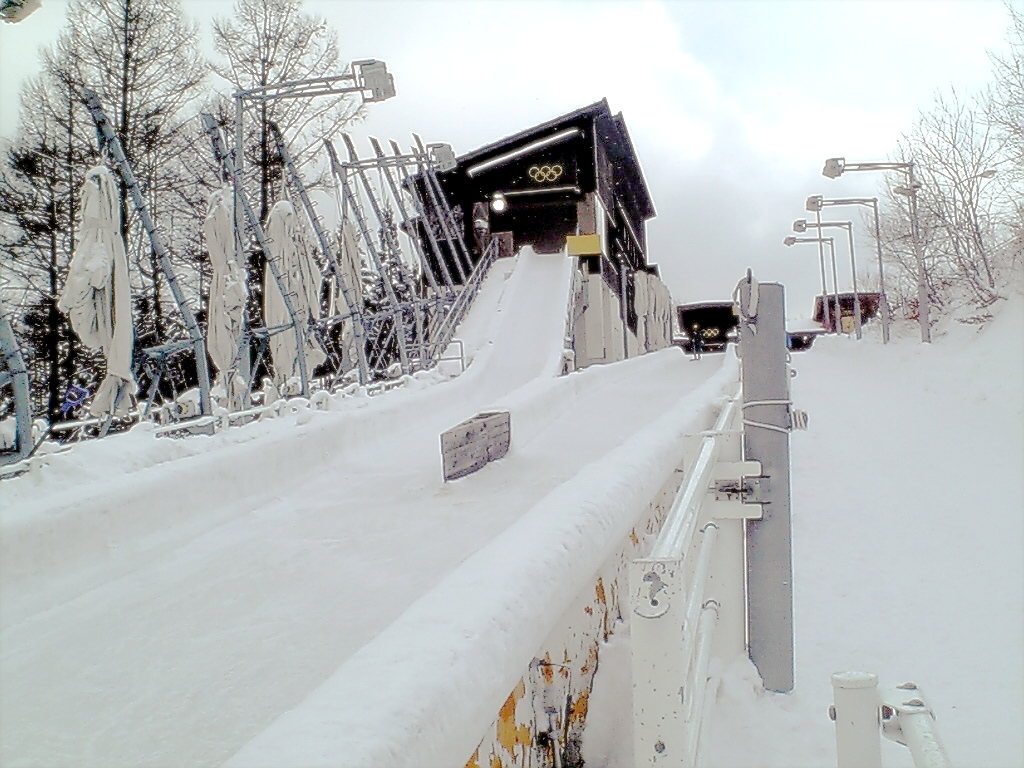
Nagano Bobsleigh-Luge Park